# Janet Browne

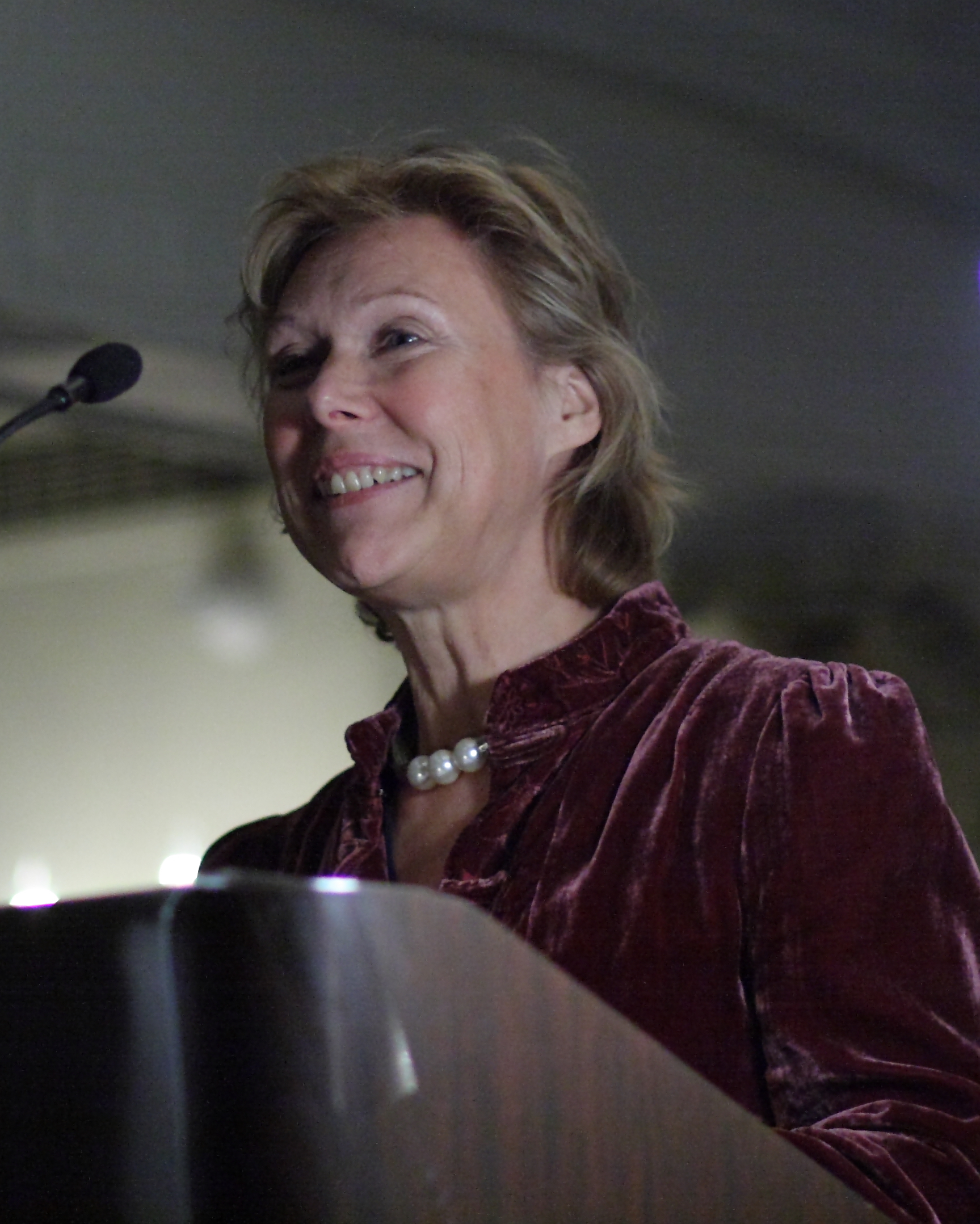
Janet Browne

Elizabeth Janet Browne (* 30. März 1950) ist eine britische Wissenschaftshistorikerin der Biologie und Evolutionstheorie. Sie ist als Biographin von Charles Darwin bekannt.
Browne ist die Tochter von Douglas Bell (1914–1993) und von Elizabeth Edelstein. Sie ist seit 1972 mit Nicholas Browne verheiratet und hat zwei Töchter.
Sie studierte Zoologie am Trinity College in Dublin mit dem Bachelor-Abschluss 1972 und am Imperial College London mit dem Master-Abschluss 1973 und der Promotion in Wissenschaftsgeschichte 1978 (veröffentlicht als The Secular Ark: Studies in the History of Biogeography  1983). Danach war sie lange Zeit am Wellcome Trust Centre for the History of Medicine des University College London. Sie ist seit 2006 Aramont Professorin für Wissenschaftsgeschichte an der Harvard University.
Browne war maßgeblich am Projekt der Universität Cambridge der Ordnung und Herausgabe der Korrespondenz von Darwin beteiligt.
1995 veröffentlichte sie den ersten Band und 2004 den zweiten Band ihrer Darwin-Biographie, die 2004 den Pfizer-Preis erhielt. Außerdem erhielt es 2003 den James Tait Black Memorial Prize und den W. H. Heinemann Prize der Royal Literary Society. In ihrer Biographie wird unter anderem dargestellt, wie Darwin über seine umfangreiche Korrespondenz Mitstreiter fand und seine Theorie etablierte.
2008 wurde Browne in die American Academy of Arts and Sciences und 2010 sowohl in die American Philosophical Society als auch in die British Academy gewählt, 2009 wurde sie Ehrendoktor des Trinity College Dublin.
Sie war Herausgeberin des British Journal for the History of Science. Sie ist Präsidentin der History of Science Society (2016).
Sie gab verschiedene Werke von Charles Darwin neu heraus und war an der Herausgabe der Korrespondenz von John Tyndall beteiligt. Mit Desmond und Moore schrieb sie den Eintrag zu Darwin im Oxford Dictionary of National Biography.

## Schriften
- Charles Darwin: Voyaging, London: Jonathan Cape 1995, Princeton UP 1996
- Charles Darwin: The Power of Place, London: Jonathan Cape 2002, Paperback Princeton UP 2007
- Darwin’s Origin of Species: A Biography. Atlantic Books, London, 2006
- mit Adrian Desmond, James R. Moore: Darwin (Very Interesting People), Oxford UP 2007
- The Secular Ark: Studies in the History of Biogeography, Yale University Press, 1983.